# ORP Władysławowo
ORP Władysławowo – okręt polskiej Marynarki Wojennej, kuter rakietowy radzieckiego projektu 205 (według nomenklatury NATO: typ Osa I).

## Historia
Został zbudowany w Stoczni Rzecznej w Rybińsku na terenie Związku Socjalistycznych Republik Radzieckich. Był ostatnim z trzynastu okrętów tego typu służących w Polsce. Do służby wszedł 13 listopada 1975 roku. Znajdował się kolejno w składzie 2 dywizjonu Kutrów Rakietowo-Torpedowych, 1 dywizjonu Kutrów Rakietowo-Torpedowych, 1 dywizjonu Okrętów Rakietowych, 31 dywizjonu Okrętów Rakietowych i dywizjonu Okrętów Rakietowych w 3 Flotylli Okrętów w Gdyni. W dniach 4–26 maja 1983 roku okręt wziął udział w wielkich ćwiczeniach sił Marynarki Wojennej o kryptonimie Reda-83. Skreślony z listy floty 31 marca 2006 roku. Miał numer burtowy 433, a imię nosił od miasta Władysławowa. Jesienią 2008 roku zdecydowano o zachowaniu jednostki. W marcu 2010 roku przeholowano go do Kołobrzegu, gdzie został zachowany jako okręt-muzeum. W 2012 roku jednostkę wyciągnięto z wody i pełni ona funkcję eksponatu muzealnego w skansenie morskim w Kołobrzegu.

## Dane taktyczno-techniczne
- Wyporność standardowa: 171 t
- Długość: 38,5 m
- Szerokość: 7,6 m
- Prędkość maksymalna: 40 w
- Zasięg: 800 Mm
- Autonomiczność: 5 dób
- Załoga: 30 osób

## Uzbrojenie
- 4 × 1 wyrzutnie przeciwokrętowych kierowanych pocisków rakietowych P-15 Termit (według nomenklatury NATO: SS-N-2A Styx)
- 1 × 4 wyrzutnia przeciwlotniczych kierowanych pocisków rakietowych Strzała-2M (według nomenklatury NATO: SA-N-5 Grail)
- 2 × 2 armaty morskie kalibru 30 mm AK-230

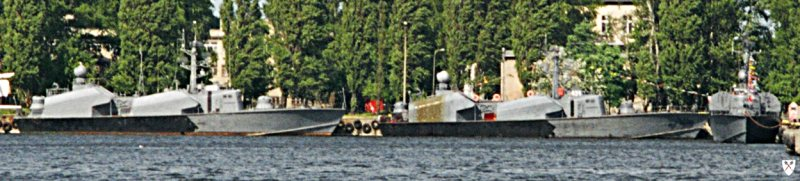
OORP „Dziwnów”, „Świnoujście” i „Władysławowo”